# Zamudio
Zamudio è un comune spagnolo di 3 012 abitanti situato nella comunità autonoma dei Paesi Baschi.

## Storia

### Simboli
Lo stemma è stato approvato dalle Assemblee generali di Biscaglia il 2 luglio 2001.
La bandiera è un drappo di bianco, alla croce di azzurro.